# تشارلز لي (ضابط)
تشارلز لي (بالإنجليزية: Charles Lee)‏ (1731 – 1782 م) هو ضابط من مملكة بريطانيا العظمى، والكومنولث البولندي الليتواني، ولد في تشيشير، ويحمل رتبة عسكرية فريق أول، توفي في فيلادلفيا عن عمر يناهز 51 عاماً،بسبب الحمى الصفراء والسل.

## الخدمة العسكرية
خدم في الجيش القاري (1775–1780)، وخدم في الجيش البريطاني (1747–1763).